# Liste de plantes alimentaires

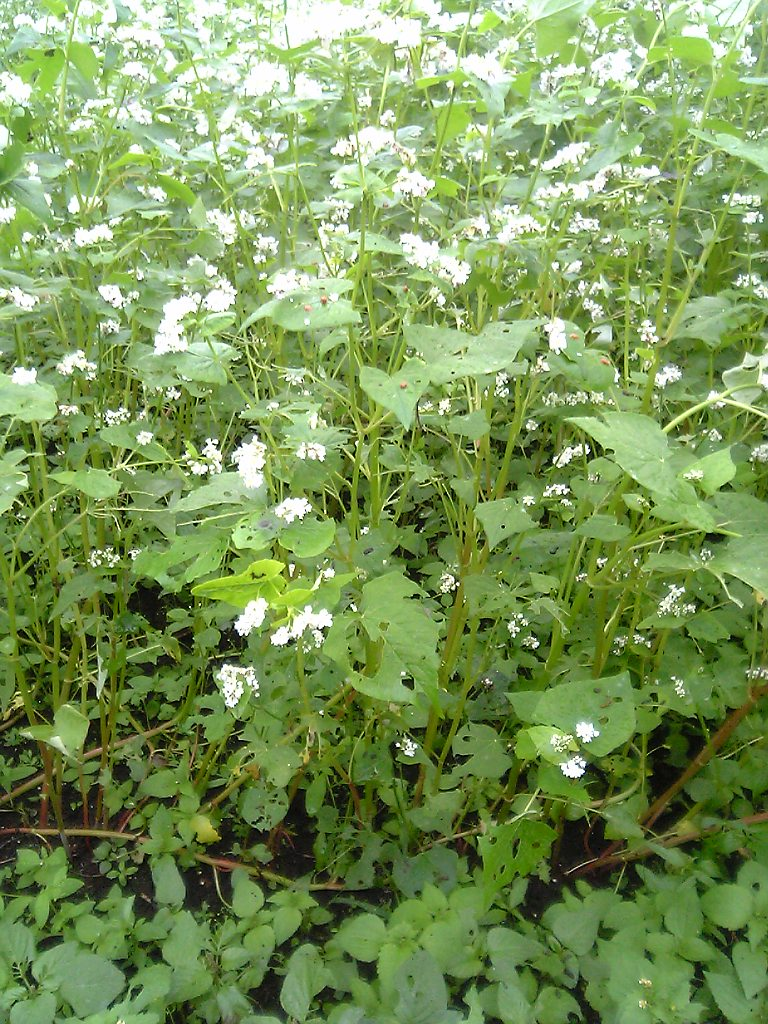
Un champ de sarrasin (Fagopyrum esculentum), région de Kantō, Honshū, Japon.

Cette liste de plantes alimentaires recense les principales plantes qui entrent généralement à grande échelle dans la composition de l'alimentation humaine. 

## Présentation
Selon les estimations difficiles à effectuer, sur les près de 400 000 espèces de plantes recensées dans le monde, 30 000 sont régulièrement exploitées par l'homme  (parmi ces plantes utiles, 17 810 végétaux entrent dans la composition de médicaments, plus de 11 000 plantes servent de matériaux et 5 538 servent comme nourriture humaine). Mais il y aurait 80 000 espèces comestibles (près de 20 % des espèces, dont 50 assurent à elles seules 90 % de l'alimentation humaine). 10 000 espèces sont toxiques, soit 4 % des espèces végétales recensées mais seul un petit nombre de plantes sont impliquées dans des intoxications sérieuses.
Ainsi, François Couplan évalue qu'en Europe, sur un total d'environ 12 000 espèces végétales (dont 1 600 comestibles), 4 % peuvent éventuellement provoquer des troubles de santé et une cinquantaine seulement (0,4 %) peuvent s'avérer véritablement dangereuses. La FAO mentionne qu'environ 30 000 espèces sont comestibles et qu'environ 7 000 espèces végétales sont connues pour avoir été cultivées ou récoltées comme nourriture, à un moment donné ou à un autre.
La France métropolitaine comprend plus de 6 000 espèces végétales (sans compter les 30 000 espèces de macro-champignons), qui se répartissent approximativement en 4 900 espèces indigènes et au moins 1 300 espèces introduites par l'Homme (volontairement ou accidentellement). Sur ces 6 000 plantes sauvages, plus de 1 000 sont comestibles, 300 ont une toxicité plus ou moins marquée et une vingtaine sont mortelles (Aconit napel, laurier rose, grande cigüe, lierre, gui, chèvrefeuille des haies, colchique, datura, jusquiame).

## Espèces
80 % de la nourriture d'origine végétale est assurée par seulement 17 familles botaniques dont les principales sont les Poaceae (graminées), les Fabaceae (légumineuses) et les Brassicaceae (crucifères). Il faut y ajouter une vingtaine d'autres familles dont les Rosaceae et leurs 150 espèces de Prunus comestibles (abricotier, amandier, cerisier, pêcher, prunier) ainsi que le Malus (pommiers).
Beaucoup d'espèces peuvent avoir plusieurs utilisations selon les différents parties des plantes (feuilles , graines, tiges, fleurs, racines, tubercules,... Dans les listes ci-dessous elles ne sont généralement citées qu'une seule fois selon leur utilisation principale.

### Céréales
(Poacées sauf exceptions)

#### Céréales majeures
- Maïs grain, production mondiale 2002 : 602,6 millions de tonnes
  - Maïs, Zea mays L., Poacées
- Riz, production mondiale 2002 : 576,3 millions de tonnes
  - Riz, Oryza sativa L.,Poacées
  - Riz de Casamance ou riz africain, Oryza glaberrina
- Blé, production mondiale 2002 : 572,9 millions de tonnes
  - Blé tendre ou froment, Triticum aestivum L. subsp. aestivum, Poacées
  - Épeautre, Triticum aestivum L. subsp. spelta (L.) Thell., Poacées
  - Blé dur, Triticum turgidum L. subsp. durum (Desf.) Husn, Poacées
  - Amidonnier, Triticum turgidum L. subsp. dicoccum (Schrank ex Schübl.) Thell., Poacées
  - Blé de Pologne ou Kamut, Triticum turgidum L. subsp. turanicum (Jakubz.) Á. Löve & D. Löve
  - Engrain, Triticum monococcum L. subsp. monococcum, Poacées

#### Céréales secondaires
- Orge, production mondiale 2002 : 132,2 millions de tonnes
  - Orge commune ou orge à 2 rangs (Hordeum vulgare L. subsp. vulgare, Poacées
  - Escourgeon ou orge à 6 rangs, Hordeum hexastichon, Poacées
- Sorgho grain, production mondiale 2002 : 54,5 millions de tonnes
  - Sorgho, Sorghum bicolor (L.) Moench, Poacées
- Avoine, production mondiale 2002 : 25,5 millions de tonnes
  - Avoine cultivée, Avena sativa L., Poacées
- Mil, production mondiale 2002 : 23,3 millions de tonnes
  - Mil, Pennisetum glaucum (L.) R. Br. Poacées
  - Millet (graminée) commun, Panicum milliaceum L., Poacées
  - Millet d'Italie ou millet des oiseaux, Setaria italica L., Poacées
  - Millet indien, Panicum sumatrense
- Seigle, production mondiale 2002 : 21,2 millions de tonnes
  - Seigle, Secale cereale L., Poacées
- Triticale (hybride blé-seigle), production mondiale 2002 : 11 millions de tonnes
  - Triticale (×Triticosecale Wittm. ex A. Camus, Poacées
- Sarrasin, production mondiale 2002 : 2,1 millions de tonnes
  - Sarrasin ou blé noir, Fagopyrum esculentum Moench., Polygonacées
  - Sarrasin de Tartarie, Fagopyrum tartaricum (L.) Gaertn., Polygonacées

#### Céréales mineures et plantes assimilées
- Fonio, production mondiale 2002 : 252 000 tonnes
  - Fonio blanc, Digitaria exilis (Kippist) Stapf
  - Fonio noir, Digitaria iburua
  - Fonio à grosses graines, Digitaria deflexa
  - Alpiste, production mondiale 2002 : 203 000 tonnes
  - Alpiste des Canaries, Phalaris canariensis L.
- Quinoa, production mondiale 2002 : 55 000 tonnes
  - Quinoa ou riz du Pérou, Chenopodium quinoa Willd. ssubsp. quinoa, Chénopodiacées
- Amaranthe queue-de-renard, Amaranthus caudatus L., Amaranthacées
- Coix larme de Job, Coix lachryma-jobi
- Éleusine ou mil rouge, Eleusine coracana (L.) Gaertn.
- Panic pied-de-coq, Echinochloa crus-galli (L.) P. Beauv.
- Blé du Dekkan, Echinochloa colona (L.) Link
- Teff, Eragrostis tef (Zuccagni) Trotter
- Riz sauvage, Zizania palustris L.

Voir aussi Céréales

### Plantes à féculents

#### LégumineusesFabacées
- Arachide, Arachis hypogaea L.
- Dolique mongette, Vigna unguiculata (L.) Walp. subsp. cylindrica (L.) Verdc.
- Dolique d'Égypte ou antaque Lablab purpureus (L.) Sweet
- Fève, Vicia faba L
- Féverolle, Vicia faba equina L
- Gesse commune ou pois carré, Lathyrus sativus L.
- Gesse tubéreuse, Lathyrus tuberosus L.
- Gland de terre, Apios americana Medik.
- Haricot commun, Phaseolus vulgaris L.
- Haricot adzuki, Vigna angularis (Willd.) Ohwi & H. Ohashi
- Haricot-sabre, Canavalia ensiformis (L.) DC.
- Haricot d'Espagne, Phaseolus coccineus L.
- Haricot de Lima, Phaseolus lunatus L.
- Haricot mungo Vigna mungo (L.) Hepper
- Lentille cultivée, Lens culinaris Medik.
- Lupin, Lupinus sativus
- Niebe, Vigna unguiculata (L.) Walp. subsp. sesquipedalis (L.) Verdc.
- Petit pois, Pisum sativum L.
- Pois chiche, Cicer arietinum L.
- Pois carré ou haricot ailé, Psophocarpus tetragonolobus (L.) DC.
- Pois d'Angole ou ambrevade, Cajanus cajan (L.) Millsp.
- Sainfoin d'Espagne, Hedysarum coronarium L.
- Soja ou soya, Glycine soja Siebold & Zucc.

Voir aussi Légumes secs

#### Autres plantes à féculents
- Arbre à pain, Artocarpus altilis (Parkinson) Fosberg, Moracées
- Arrow-root, herbe aux flèches (Maranta arundinacea L. Marantacées
- Bananier plantain, Musa ×paradisiaca L., Musacées
- Betterave, Beta vulgaris L. subsp. vulgaris, Chénopodiacée
- Capucine tubéreuse, Tropaeolum tuberosum Ruiz & Pav., Tropaéolacées
- Chayote, Sechium edule (Jacq.) Sw., Cucurbitacées
- Conflore ou Balisier ou canna comestible, Canna indica L. Cannacées
- Crosne du Japon, Stachys affinis Bunge, Lamiacées
- Curcuma, Curcuma angustifolia Roxb., Zingibéracées
- Hélianthi, Helianthus strumosus L., Astéracées
- Igname de Chine, Dioscorea polystachya Turcz. Dioscoreaceae
- Igname ailée, Dioscorea alata L. Dioscoreaceae
- Lotus, Nelumbo nucifera, Nelunbonacées
- Manioc, Manihot esculenta Crantz subsp. esculenta, Euphorbiacées
- Oca ou truffette acide, Oxalis tuberosa Molina, Oxalidacées
- Noix de terre, Bunium bulbocastanum L., Apiacées
- Patate douce, Ipomoea batatas (L.) Lam. Convolvulacées
- Pomme de terre, Solanum tuberosum L., Solanacées
- Pomme de terre du Soudan, Solenostemon rotundifolius (Poir.) J. K. Morton, Lamiacées
- Poire de terre, Smallanthus sonchifolius (Poepp.) H. Rob., Astéracées
- Massette ou roseau des étangs, Typha latifolia L., Typhacées[réf. nécessaire]
- Salep, Orchis morio L., Orchidacées
- Sagoutier, Cycas revoluta Thunb, Cycadacées
- Tacca ou arrow-root de Tahiti, Tacca leontopetaloides (L.) Kuntze, Dioscoréacées
- Taro, Colocasia esculenta Schott, Aracées
- Topinambour, Helianthus tuberosus L., Astéracées
- Ulluco, Ullucus tuberosus Caldas, Basellacées

### Plantes oléagineuses

#### Plantes à graines oléagineuses
- Coton (graines), production mondiale : 57,3 millions de tonnes
  - Coton, Gossypium spp. L., Malvacées
- Arachide, production mondiale 2002 : 34 millions de tonnes
  - Arachide, Arachis hypogaea L. Fabacées
- Colza, production mondiale 2002 : 32 millions de tonnes
  - Colza, Brassica napus L. var. napus, Brassicacées
- Tournesol, productions mondiale 2002 : 23,9 millions de tonnes
  - Tournesol, Helianthus annuus L., Astéracées
- Lin (graines), production mondiale 2002 : 2 millions de tonnes
  - Lin, Linum usitatissimum L., Linacées
- Sésame graines, production mondiale 2002 : 2,8 millions de tonnes
  - Sésame, Sesamum indicum L., Pédaliacées
- Cameline, Camelina sativa (L.) Crantz, Brassicacées
- Chanvre (graine appelée Chènevis, Cannabis ruderalis L., Cannabinacées
- Carthame des teinturiers
- Madie olifère, Madia sativa Molina, Astéracées
- Moutarde
  - moutarde blanche, Sinapis alba, Brassicacées
  - moutarde noire, Brassica nigra, Brassicacées
  - moutarde brune, Brassica juncea, Brassicacées
- Navette d'hiver, Brassica rapa L. subsp. oleifera (DC.) Metzg., Brassicacées
- Pavot ou œillette, Papaver somniferum L., Papavéracées
- Pérille ou shiso, Perilla frutescens L. var. crispa Decaisne, Lamiacées
- Radis, Raphanus sativus Brassicacées
- Radis noir, Raphanus sativus var. niger (Mill.) J.Kern.
- Roquette, Eruca sativa, Brassicacées

#### Arbres oléifères
- Palmier à huile, production mondiale 2002 : 136 millions de tonnes
  - Palmier à huile, Elaeis oleifera (Kunth) Cortés, Arécacées
- Olivier, production mondiale 2002 : 13,9 millions de tonnes
  - Olivier, Olea europaea L., Oléacées
- Amandier, Prunus dulcis (Mill.) D. A. Webb, Rosacées
- Arganier ou bois de fer, Argania spinosa (L.) Skeels, Sapotacées
- Cocotier (Coprah), Cocos nucifera L., Arécacées
- Genévrier, Juniperus communis L. Cupressacées
- Hêtre, Fagus sylvatica L., Fagacées
- Noisetier, Corylus avellana L., Bétulacées
- Noyer, Juglans regia L., Juglandacées
- Moringa, Moringa Oleifera L., Moringacées

### Plantes fruitières

#### Fruits frais des pays tempérés
- Abricotier, Prunus armeniaca L., Rosacées
- Asiminier trilobé, Asimina triloba (L.) Dunal, Annonaceae
- Azérolier, Crataegus azarolus L., Rosacées
- Bibassier ou néflier du Japon, Eriobotrya japonica (Thunb.) Lindl., Rosacées
- Cassissier ou groseillier noir, Ribes nigrum L., Saxifragacées
- Cerisier acide  ou Griottier, Prunus cerasus L., Rosacées
- Cognassier, Cydonia vulgaris L., Rosacées
- Cormier, Sorbus domestica, Rosacées
- Feijoa, Acca sellowiana (O. Berg) Burret, Myrtacées
- Figuier, Ficus carica L. Moracées
- Fraisier des bois, Fragaria vesca L., Rosaceae
- Framboisier, Rubus idaeus L., Rosacées
- Framboisier noire, Rubus occidentalis L., Rosacées
- Goumi du Japon, Elaeagnus multiflora Thunb., Élaéagnacée
- Goyavier du Chili, Ugni molinae Turcz, Myrtaceae
- Grenadier, Punica granatum L., Lythracées
- Groseillier à grappes, Ribes rubrum L., Saxifragacées
- Groseillier à maquereau, Ribes grossularia L., Saxifragacées
- Jujubier commun, Ziziphus jujuba Mill., Rhamnacées
- Kiwi produit notamment par Actinidia deliciosa (A.Chev.) C.F.Liang & A.R.Ferguson, Actinidiaceae
- Mûre de Logan ou Tayberry, Rubus loganobaccus L. H. Bailey, Rosacées
- Merisier des oiseaux, Guignier, Bigarreautier, Prunus avium L, Rosacées
- Mûrier blanc, Morus alba L., Moracées
- Mûrier noir, Morus nigraL., Moracées
- Néflier, Mespilus germanica L., Rosacées
- Olivier, Olea europea L., Oléacées
- Plaqueminier kaki, Diospyros kaki Thunb., Ébénacées
- Plaqueminier de Virginie, Diospyros virginiana L., Ébénacées
- Poirier, Pyrus communis L, Rosacées
- Pommier commun, Malus domestica Borkh. Rosacées
- Pêcher, Prunus persica Batsch, Rosacées
- Prunier, Prunus domestica L., Rosacées
- Ronce commune ou mure, Rubus fruticosus L.., Rosacées
- Sorbier des oiseleurs, Sorbus aucuparia L., Rosacées
- Vigne, Vitis vinifera L., Vitacées

Voir aussi Liste des arbres fruitiers, Liste de fruits Liste des cépages du monde

#### Agrumes
(Rutacées)
- Bergamotier, Citrus aurantium ssp. aurantiifolia var. Bergamia Riss.,
- Bigaradier ou oranger amer, Citrus aurantium ssp. amara Engl.
- Bigaradier à feuille de myrte, Citrus aurantium var. myrtifolia Raf.
- Calamondin (ornement), Citrus madurensis Lour.
- Citronnier, Citrus limon Burm.
- Cédratier, Citrus medica L.
- Combava, Citrus hystrix DC.
- Kumquat, Fortunella spp Swingle
  - Kumquat nagami, Fortunella margarita (Lour.) Swingle
  - Kumquat marumi, Fortunella japonica (Thunb.) Swingle
  - Kumquat malais, Fortunella polyandra (Ridl.) Tanaka
  - Kumquat de Hong Kong, Fortunella hindsii (Champ. ex Benth.) Swingle
- Lime, Citrus aurantiifolia Sw.
- Mandarinier, Citrus nobilis var deliciosa Single.
- Oranger, Citrus sinensis Osbeck
- Pamplemoussier, Citrus grandis Osbeck
- Pomélo, Citrus paradisi Macf.
- Poncirus (arbre utilisé dans les croisements et comme porte-greffe), Poncirus trifoliata (L.) Raf.
- Satsuma, Citrus nobilis var unshiu Single.
- Tangerine (Mandarinier), Citrus reticulata Blanco
- Hybrides modernes
  - Afourer (Clémentine × Tangor)
  - Citrandarin (Poncirus × Mandarine)
  - Citrange (Poncirus × Oranger)
  - Citrumelo (Poncirus × Pomélo)
  - Clemenvilla (Tangelo × Clémentine)
  - Fortuna (Clémentine × Tangerine)
  - Limequat (Lime × Kumquat)
  - Tangelo dont le Minneola, l'Ortanique et l'Ellendale (Tangerine × Pomélo)
  - Tangor (Orange × Tangerine)
  - Ugli (Pomélo × Mandarine)
  - Winola (Mandarine × Minnéola)

Voir aussi  Agrume

#### Autres plantes à fruits frais des pays tropicaux
- Abricot-Pays, Mammea americana L., Clusiacées
- Acerola, Malpighia emarginata, Malpighiacées
- Anacardier, Anacardum occidentale L., Anacardiacées
- Ananas, Ananas comosus (L.) Merr., Broméliacées
- Arbre à pain, Artocarpus altilis (Parkinson) Fosberg, Moracées
- Avocatier, Persea americana Mill. var. americana, Lauracées
- Babaco, Carica pentagona, Caricacées
- Badamier, terminalia catappa L., Combrétacées
- Bananier, Musa ×paradisiaca L., Musacées
- Bananier nain, Musa acuminata Colla, Musacées
- Baobab (pain de singe), Adansonia digitata L., Malvacées
- Barbadine, Passiflora quadrangularis L., Passifloracées
- Chrysophyllum cainitoCaïmitier|, Chrysophyllum cainito L. Sapotaceaes
- Carambolier, Averrhoa carambola L., Oxalidacées
- Cempedak, Artocarpus integer, Moracées
- Cerisier des Antilles, Malpighia glabra L., Malpighiacées
- Cerisier du Brésil, Eugenia brasiliensis Lam., Myrtacées
- Cerisier de Cayenne, Eugenia uniflora L., Myrtacées
- Chérimolier, Annona cherimola Mill., Annonacées
- Cocotier, Cocos nucifera L., Arécacées
- Corossolier ou cœur de bœuf, Annona reticulata L., Annonacées
- Corossolier épineux, Annona muricata L., Annonacées
- Dattier ou palmier dattier, Phœnix dactylifera L., Arécacées
- Dourion, Durio zibethinus L., Malvacées
- Figuier de Barbarie (Opuntia ficus-indica Mill., Cactacées
- Girembellier, Phyllanthus acidus (L.) Skells, Euphorbiacées
- Goyavier, Psidium guajava L., Myrtacées
- Goyavier de Chine ou goyavier fraise, Psidium cattleianum Sabine, Myrtacées
- Grenadille ou fruit de la Passion, Passiflora edulis Sims f. edulis, Passifloracées
- Icaquier ou prune colon, Chrysobalanus icaco L., Chrysobalanacée
- Jaboticaba, Myrciaria cauliflora (Mart.) O. Berg, Myrtacées
- Jacquier, Artocarpus heterophyllus Lam., Moracées
- Jamalac, Syzygium samarangense (Blume) Merr. & L.M.Perry, Myrtacées
- Jambosier ou pomme-rose, Syzygium jambos (L.) Alston, Myrtacées
- Jambosier rouge, Syzygium malaccense (L.) Merr. & L. M. Perry, Myrtacées
- Jujubier, Ziziphus mauritiana Lamarck, Rhamnacées
- Jujubier, Ziziphus jujuba Mill., Rhamnacées
- Kaki ou plaqueminier kaki, Diospyros kaki Thunb., Ébénacées
- Langsat ou duku, Lansium domesticum|lansium, 	Meliacées
- Litchi, Litchi chinensis Sonn. Sapindacées
- Longanier, Euphoria longan (Lour.) Steud, Sapindacées
- Mangoustanier, Garcinia mangostana L, Clusiacées
- Manguier, Mangifera indica L., Anacardiacées
- Narangille Solanum quitoense Lam., Solanacées
- Néflier du Japon ou bibassier, Eriobotrya japonica (Thunb.) Lindl., Rosacées
- Moringa ou mouroungue, Moringa oleifera Lam. Moringacées
- Papayer, Carica papaya L., Caricacées
- Pithaya ou fruit du dragon, Hylocereus undatus Cactacées
- Plaqueminier ou Kaki, Diospyros kaki Thunb., Ébénacées
- Plaqueminier lotier, Diospyros lotus L., Ébénacées
- Pomme-cannelle ou annone squameuse, Annona squamosa L., Annonacées
- Pomme-liane, Passiflora laurifolia L., Passifloracées
- Prunier d'Espagne ou mombin rouge, Spondias purpurea L., Anacardiacées
- Prunier du Natal, Carissa macrocarpa L., Caricacée
- Prunier mombin ou mombin jaune, Spondias mombin L., Anacardiacées
- Ramboutan, Nephelium lappaceum, Sapidacées
- Santol, Sandoricum koetjape, Meliacées
- Sapotier ou mamey, Pouteria sapota (Jacq.) H. E. Moore & Stearn, Sapotacées
- Sapotier noir, Diospyros digyna (Jacq., Ébénacées
- Sapotillier, Manilkara zapota (L.) P. Royen, Sapotacées
- Tamarinier, Tamarindus indica L., Fabacées

#### Fruits secs
- Anacardier ou pommier de Cajou Anacardium occidentale L., Anacardiacées
- Amandier Prunus amygdalus Batsch., Rosacées
- Almondette, Buchanania lanzan, Anacardiacées
- Amande de Java, Nangaille; Canarium indicum, Burseracées
- Arachide ou cacahuète Arachis hypogea L. Fabacée
- Caryer ou Noyer blanc Carya alba Nutt. Juglandacée
- Céphalaire de Syrie
- Châtaignier commun Castanea sativa Mill., Fagacées
- Châtaignier du Japon Castanea crenata S. et Z., Fagacées
- Châtaignier de Chine Castanea mollissima Bl., Fagacées
- Châtaigne d'eau ou Macre Trapa natans L. Trapacées
- Cocotier Cocos nucifera L., Arécacées
- Cocotier du Chili, Jubaea chilensis, Arecacées
- Fève d'Égypte ou Lotus sacré Nelumbo nucifera Gaertn., Nymphéacées
- Ginkgo biloba Ginkgo biloba, Ginkgoacées
- Noyer du Queensland ou macadamier, Macadamia integrifolia Maiden & Betche, Protéacées
- Noyer commun Juglans regia L., Juglandacées
- Noyer noir Juglans nigra L., Juglandacées
- Noisetier ou Coudrier Corylus avellana L., Bétulacées
- Pin pignon ou pin parasol Pinus pinea L. Pinacées
- Pacanier Carya pekan Engl. et Graebn., Juglandacées
- Pistachier Pistacia vera L., Anacardiacées
- Noisette indienne Caryocar nuciferum, Caryocaracées

### Plantes potagères

#### Légumes
- Amaranthe Amaranthus spp., Amaranthacées
- Arroche Atriplex hortensis L., Chénopodiacées
- Arroche-fraise Blitum capitatum L., Chénopodiacées
- Asperge Asparagus officinalis L., Asparagacées
- Artichaut Cynara scolymus L., Astéracées
- Aubergine Solanum melongena L., Solanacées
- Bardane comestible Lappa major var. edulis L., Astéracées
- Baselle rouge Basella alba, Basellacées
- Betterave potagère Beta vulgaris var. rubra L., Chénopodiacées
- Blette ou Poirée Beta vulgaris var. cicla L., Chénopodiacées
- Bourrache orientale Borago orientalis L., Boraginacées
- Bunias d'Orient Bunias orientalis L., Brassicacées
- Calebasse ou gourde Lagenaria siceraria Standley, Cucurbitacées
- Canna comestible Canna edulis Ker Grawl, Cannacées
- Capucine tubéreuse  Tropaeolum tuberosum Ruiz et Pavon, Tropaéolacées
- Cardon Cynara cardunculus L., Astéracées
- Carotte daucus carota L., Apiacées
- Céleri-rave Apium graveolens var. rapaceum L., Apiacées
- Cerfeuil tubéreux Chaerophyllum bulbosum L., Apiacées
- Chayote Sechium edule Swartz., Cucurbitacées
- Chénopode Bon-Henri Chenopodium bonus henricus L., Chénopodiacées
- Chervis Sium sisarum L., Apiacées
- Chicorée frisée Cicorium endivia var. crispum Lamk., Astéracées
- Chicorée scarole Cicorium endivia var. latifolium Lamk., Astéracées
- Chicorée sauvage Cicorium intybus L., Astéracées
- Chou à grosses côtes Brassica oleracea var. tronchuda L., Brassicacées
- Chou brocoli Brassica oleracea var. italica L., Brassicacées
- Chou de Bruxelles Brassica oleracea var. gemmifera L., Brassicacées
- Chou de Chine ou Bok choy Brassica chinensis L., Brassicacées
- Pe-tsaï Chou de Pékin Brassica rapa var. pekinensis Ruplecht, Brassicacées
- Chou-fleur Brassica oleracea var. botrytis L., Brassicacées
- Chou frisé non pommé Brassica oleracea var. sabellica L., Brassicacées
- Chou palmier Brassica oleracea var. acephala Alef, Brassicacées
- Chou pommé cabus Brassica oleracea var. capitata L., Brassicacées
- Chou pommé de Milan Brassica oleracea var. sabauda L., Brassicacées
- Chou-rave Brassica oleracea var. gongylodes L., Brassicacées
- Chou vivace ou Daubenton, Brassica oleracea var. ramosa, Brassicacées
- Claytone de Cuba Claytonia perfoliata (Donn et Willdl, Montiacées
- Claytone de Sibérie Claytonia sibirica, Montiacées
- Cochléaire officinale Cochlearia officinalis L., Brassicacées
- Concombre Cucumis sativus L., Cucurbitacées
- Concombre à confire Melothria scabra L., Cucurbitacées
- Concombre grimpant ou Cyclanthère, Cyclanthera pedata Schrader, Cucurbitacées
- Concombre arménien Cucumis melo var. flexuosus Naudin, Cucurbitacées
- Concombre des Antilles, Cucumis anguria L., Cucurbitacées
- Concombre épineux Cucumis metulifer Ehrhart, Cucurbitacées
- Coqueret du Pérou Physalis peruviana L., Solanacées
- Cornichon Cucumis sativus L., Cucurbitacées
- Courge, courgette, pâtisson Cucurbita pepo L., Cucurbitacées
- Courge ou Potiron, giraumon, citrouille Cucurbita maxima Duchesne, Cucurbitacées
- Courge cireuse ou Bénincasa Benincasa hispida, Cucurbitacées
- Courge de SiamCucurbita ficifolia Bouché, Cucurbitacées
- Courge des Indiens Cucurbita argyrosperma Huber, Cucurbitacées
- Courge  musquée Cucurbita moschata Duchesne, Cucurbitacées
- Crambe maritime Crambe maritima L., Brassicacées
- Cresson alénois Lepidium sativum L., Brassicacées
- Cresson de fontaine Narstutium officinale R.Brown Brassicacées
- Cresson de jardins Barbarea verna L., Brassicacées
- Crosne du Japon Stachys sieboldi L., Lamiacées
- Daïkon Raphanus sativus L. var acanthiformis Makino, Brassicacées
- Dolique-asperge Vigna unguiculata subsp. sesquipedalis, Fabacées
- Echalote Allium cepa L. var. aggregatum G. Don.,, Liliacées
- Épinard Spinacia oleracea L., Chénopodiacées
- Fenouil bulbeux Foeniculum vulgare var. dulce Thell, Apiacées
- Fève Vicia faba L., Fabacées
- Ficoïde glaciale Cryophytum cristallinum N. E. Brown, Aizoacées
- Fraisier ananas, Fragaria ×ananassa Duchesne, Rosaceae
- Fraisier des quatre saisons Fragaria vesca var. semperflorens (Duchesn.) Seringe, Rosaceae
- Gesse commune Lathyrus sativus L., Fabacées
- Guimauve Althæa officinalis L., Malvacées
- Haricot commun Phaseolus vulgaris L., Fabacées
- Haricot d'Espagne Phaseolus coccinus Nyman, Fabacées
- Haricot de Lima Phaseolus lunatus L., Fabacées
- Hélianthi Helianthus strumosus L., Astéracées
- Igname de Chine Dioscorea batatas  Decaisne, Dioscoréacées
- Kiwano ou concombre métulifère Cucumis metullifera E. Meyer, Cucurbitacées
- Laitue
  - Laitue asperge lactuca sativa var. angustana Irish, Astéracées
  - Laitue pommée lactuca sativa var. capitata L., Astéracées
  - Laitue à couper lactuca sativa var. crispa L., Astéracées
  - Laitue romaine lactuca sativa var. longifolia Irish, Astéracées
- Lentille cultivée Lens culinaris Medik., Fabaceae)
- Maceron Smyrnium olusatrum L., Apiacées
- Mâche Valerianella locusta L., Valérianacées
- Maïs sucré Zea mays L., Poacées
- Margose ou concombre amer Momordica charantia L., Cucurbitacées
- Melon Cucumis melo L., Cucurbitacées
- Morelle de Balbis Solanum sisymbrifolium Lamk., Solanacées
- Navet Brassica rapa L., Brassicacées
- Oignon Allium cepa L., Liliacées
- Onagre Oenothera biennis L., Onagracées
- Oca du Pérou Oxalis tuberosa L., Oxalidacées
- Oseille Rumes acetosa var. hortensis L., Polygonacées
- Patience Rumes patientia L., Polygonacées
- Panais pastinaca sativa L., Apiacées
- Pastèque Citrullus vulgaris Schrader, Cucurbitacées
- Pâtisson Cucurbita pepo L., Cucurbitacées
- Persil tubéreux Petroselinum crispum var. radicosum Balley, Apiacées
- Petit pois Pisum sativum L., Fabacées
- Piment Capsicum annuum L., Solanacées
- Pissenlit Taraxacum sp., Asteraceae
- Plantain corne de cerf Plantago coronopus L., Plantaginacées
- Poireau Allium porrum L. Liliacées
- Poireau perpétuel, Allium ampleoprasum L., Liliacées
- Poire de terre, Smallanthus sonchifolius (Poepp.) H. Rob., Astéracées
- Poire-melon ou pepino Solanum muricatum Aiton W., Solanacées
- Pois-asperge Tetragonolobus purpureus L., Fabacées
- Pois chiche Cicer arietinum L., Fabacées
- Poivron Capsicum annuum L., Solanacées
- Pomme de terre Solanum tuberosum L., Solanacées
- Potiron ou courge, giraumon, citrouille Cucurbita maxima Duchesne, Cucurbitacées
- Pourpier Portulaca oleracea L., Portulacacées
- Quinoa Chenopodium quinoa L., Chénopodiacées
- Radis Raphanus sativus L., Brassicacées
- Raiponce cultivée Campanula rapunculus L., Campanulacées
- Roquette Eruca sativa L., Brassicacées
- Rhubarbe Rheum rhaponticum L., Polygonacées
- Rutabaga ou chou-navet Brassica napus var. napobrassica (L.) Reich., Brassicacées
- Salsifis Tragopogon porrifolium L., Astéracées
- Serpent végétal Trichosantes anguina L., Cucurbitacées
- Scolyme d'Espagne Scolymus hispanicus L., Astéracées
- Scorsonère Scorzonera hispanica L., Astéracées
- Soja Glycine sojaSiebold et Zucarini, Fabacées
- Souchet ou amande de terre Cyperus esculentus L., Cypéracées
- Tamarillo Cyphomandra betacea Sendtener, Solanacées
- Taro Colocasia esculenta Schott, Aracées
- Tétragone cornue Tetragonia tetragonoïdes L., Aïzoacées
- Tomate Solanum lycopersium L., Solanacées
- Tomatillo du Mexique Physalis ixocarpa A. Bretero, Solanacées
- Topinambour Helianthus tuberosus L., Astéracées
- Tournesol géant Helianthus annuus L., Astéracées
- Ulluque Ullucus tuberosusLozano, Basellacées

#### Légumes tropicaux
- Bambou (pousses), Phyllostachys spp., Poaceae
- Babassou (chou palmiste), Attalea speciosa Mart. ex Spreng., Arecaceae
- Banane plantain, Musa ×paradisiaca L. Musaceae
- Calebassier, Lagenaria siceraria (Molina) Standl., Cucurbitaceae
- Chayote, Sechium edule (Jacq.) Sw., Cucurbitacée
- Coqueret du Pérou, Physalis peruviana L., Solanaceae
- Chili (piment fort), Capsicum frutescens L., Solanaceae
- Euterpe ou chou palmiste, Euterpe oleracea ou Euterpe edulis Mart., Arecaceae
- Gombo, Abelmoschus esculentus (L.) Moench, Malvaceae
- Kangkong ou liseron aquatique, Ipomoea aquatica Forssk., Convolvulaceae^*
- Jicama ou pois patate, Pachyrhizus erosus, Fabaceae
- Koko ou okok, Gnetum africanum< 	Gnetacées
- Lablab, Lablab purpureus, Fabacées
- Margousier ou neem, Azadirachta indica, 	Meliacées
- Momordique, Momordica charantia (L.), Cucurbitaceae
- Neptunia, Neptunia oleacea, Mimoseae

Voir aussi Légumes, légumes verts, salade

#### Plantes condimentaires
- Absinthe, Artemisia absinthium L., Astéracées
- Agastache anisée, Agastache foeniculum O. Kuntze, Lamiacées
- Agastache de Corée, Agastache rugosa O. Kuntze, Lamiacées
- Agastache du Mexique, Agastache mexicana Kunth Lindley et Epple, Lamiacées
- Ail, Allium sativum L. Liliacées
  - Ail rocambole, Allium sativum L. var. ophioscorodon Liliacées
- Ail des ours, Allium ursinum L., Liliacées
- Aneth, Anethum graveolens L., Apiacées
- Angélique officinale, Angelica archangelica (Miller) Asherson, Apiacées
- Anis vert, Pimpinella anisum L., Apiacées
- Aurone, Artemisia abrotanum L., Astéracées
- Basilic, Ocimum basilicum L., Lamiacées
- Bourrache, Borago officinalis L., Boraginacées
- Calament officinal, Calamintha sylvatica Bromfield, Lamiacées
- Carvi, Carum carvi L., Apiacées
- Céleri à côtes, Apium graveolens var. dulce L., Apiacées
- Cerfeuil, Anthriscus cerefolium (L.) Hoffmann, Apiacées
- Cerfeuil musqué, Myrrhis dorata Scopoli, Apiacées
- Châtaigne de terre, Carum bulbocastanum Koch, Apiacées
- Chrysanthème comestible, Chrysanthemum coronarium L., Astéracées
- Ciboule commune, Allium fistulosum L. Liliacées
- Ciboule de Chine Allium tuberosum Rottier, Liliacées
- Ciboule de Saint-Jacques ou ciboule vivace Allium cornutum Lamk.Liliacées
- Ciboulette Allium schoenoprasum L. Liliacées
- Citronnelle de l'Inde, Cymbopogon citrotus  DC, Poacées
- Coriandre, Coriandrum sativum L., Apiacées
- Cresson de Para, Spilanthes oleracea L., Astéracées
- Cumin de Malte, Cuminum cyminum L., Apiacées
- Échalote, Allium ascalonicum  L., Liliacées
- Estragon, Artemisia dracunculus L., Astéracées
- Fenouil des Alpes, meum arthamanticum Jacquin., Apiacées
- Fenouil officinal, Foeniculum vulgare var. azoricum (Miller Thell, Apiacées
- Fenugrec, Trigonella foenum-graecum, Fabacées
- Gingembre, Zingiber officinale, Zingibéracées
- Hysope, Hyssopus officinalis L., Lamiacées
- Lavande officinale, Lavandula officinalis Chaix, Fabacées
- Laurier sauce, Laurus nobilis L., Lauracées
- Livèche ou Ache des montagnes, Levisticum officinale Koch, Apiacées
- Mélisse officinale, Melissa officinalis L., Lamiacées
- Menthe Mentha spp., Lamiacées
- Menthe-coq Chrysanthemum balsamita L., Astéracées
- Menthe-coq Tanacetum balsamita Nuttal, Lamiacées
- Monarde (Monarda didyma L., Lamiacées
- Moutarde noire, Brassica nigra (L.) W. D. J. Koch, Brassicacées
- Moutarde blanche, Brassica alba L., Brassicacées
- Moutarde brune Brassica juncea L., Brassicacées
- Origan ou marjoliane vivace (Origanum vulgare L., Lamiacées
- Nigelle de Damas, Nigella damascena L., Renonculacées
- Pérille de Nankin, Perilla frutescens L. var. crispaDecaisne, Lamiacées
- Persicaire odorante, Polygonum odoratum Loureire, Polygonacées
- Persil, Petroselinum crispum Nyman, Apiacées
- Piment de la Jamaïque, Pimenta dioica, Myrtacées
- Pimprenelle, Sanguisorba minor L., Rosacées
- Romarin, Rosmarinus oficinalis L., Lamiacées
- Rue officinale, Ruta graveolens L., Rutacées
- Sarriette vivace, Satureja montana L., Lamiacées
- Sauge officinale, Salvia officinalis L., Lamiacées
- Sauge sclarée, Salvia sclarea L., Lamiacées
- Stévie ou Stévia ou sucre en feuilles (Stevia rebaudiana Hermsley, Astéracées
- Tanaisie crispée, Tanacetum vulgare  var. crispa DC, Astéracées
- Thym commun, Thymus vulgaris L., Lamiacées
- Thym des Antilles, Plectranthus amboinicus (Loureiro) Launert, Lamiacées
- Raifort, Armoracia rusticana Gaertner, Mey, Scherbius, Brassicacées
- Verveine citronnelle, Aloysia citrodora Parau, Verbenaceae
- Wasabi, Wasabia japonica (Miq.) Matsum., Brassicacées

### Plantes à épices
Voir aussi Liste des épices
- Cerisier de Sainte-Lucie, Prunus mahaleb L., Rosacées

### Plantes à boissons

#### Plantes à boissons non fermentées
- Infusions à caféine et succédanés
  - Caféier d'Arabie, Coffea arabica L., Rubiacées
  - Caféier robusta, Coffea canephora Pierre ex A. Froehner, Rubiacées
  - Théier, Camellia sinensis (L.) Kuntze, Théacées
  - Cacaoyer, Theobroma cacao L, Malvacées
  - Kolatier, Cola nitida (Vent.) Schott & Endl, Malvacées
  - Chicorée, Cichorium intybus L. Astéracées
  - Guarana, Paullinia cupana Kunth, Sapindacées
  - Kât, Catha edulis (Vahl) Forssk. ex Endl., Célastracées
  - Lapacho ou pau d'arco (bois d'arc), Tabebuia impetiginosa (Mart. ex DC.) Standl., Bignoniacées
  - Maté, thé du Paraguay, Ilex paraguariensis A. St.-Hil., Aquifoliacées
  - Rooibos, Aspalathus linearis (Burm. f.) R. Dahlgren, Fabacées
- Sirops
  - Amandier « orgeat », Prunus dulcis (Mill.) D. A. Webb, Rosacées
  - Framboise, Rubus idaeus L., Rosacées
  - Souchet « horchata », Cyperus esculentus L., Cypéracées
- Tisanes
  - Camomille romaine, Chamaemelum nobile (L.) All., Astéracées
  - Cynorrhodon (églantier), Rosa canina L., Rosacées
  - Hibiscus, Hibiscus sabdariffa L., Malvacées
  - Menthe, Mentha ×piperita L., Lamiacées
  - Oranger, Citrus sinensis (L.) Osbeck, Rutacées
  - Oranger amer ou bigaradier, Citrus aurantium L., Rutacées
  - Réglisse, Glycyrrhiza glabra, Fabacées
  - Tilleul, Tilia ×europaea L., Malvacées
  - Verveine officinale, Verbena officinalis L., Verbénacées

#### Plantes à boissons fermentées
- Agaves à pulque - 
  - Agave salmiana Otto ex Salm-Dyck, Agavacées
  - Agave atrovirens Karw. ex Salm-Dyck, Agavacées
  - Agave tequilana F. A. C. Weber, Agavacées
- Bouleau pleureur, sève fermentée, Betula pendula Roth, Bétulacées
- Cerisier « kirsch », Prunus avium (L.) L., Rosacées
- Houblon, Humulus lupulus L. Cannabinacées
- Orge, Hordeum vulgare L. subsp. vulgare, Poacées
- Palmiers, vin de palme
  - Dattier, Phoenix dactylifera L. Arécacées
  - Palmier à sucre, Areng, Arenga pinnata (Wurmb) Merr. Arécacées
  - Rônier, Borassus flabellifer L. Arécacées
  - Palmier d'eau, Raphia, Nypa fruticans Wurmb. Arécacées
  - Cocotier du Chili, Jubaea chilensis (Molina) Baill. Arécacées
  - Palmier-céleri, Caryota urens L., Arécacées
- Pommier (cidre, pommeau), Malus domestica Borkh., Rosacées
- Poirier (poiré), Pyrus communis L., Rosacées
- Riz (saké), Oryza sativa, Poacées
- Vigne (vin), Vitis vinifera L. Vitacées
  - Vignes américaines (porte-greffe)
  - Vitis rupestris Scheele
  - Vitis labrusca L.
  - Vitis riparia Michx.
  - Vitis mustangensis Buckley

### Plantes sauvages comestibles
- Ail des vignes, Allium vineale L., Alliacées
- Airelle rouge, Vaccinium vitis-idaea L., Éricacées
- Arbousier, Arbutus unedo L. Éricacées
- Grande Berce, Hearcleum spondylium, Apiacées
- Cardamine des prés, Cardamine pratensis, Brassicacées
- Chardon-Marie, Silybum marianum, Astéracées
- Chénopode blanc, Chenopodium album, Chénopodiacées
- Chénopode Bon-Henri, Chenopodium bonus-henricus L., Chénopodiacées
- Consoude officinale, Symphytum officinale L. Borraginacées
- Cornouiller mâle, Cornus mas, Cornacées
- Chicorée sauvage, Cichorium intybus, Astéracées
- Églantier, Rosa canina L., Rosacées
- Glycérie, Glyceria fluitans, Poacées
- Laiteron maraîcher, Sonchus oleracea, Astéracées
- Myrtille, Vaccinium myrtillus L., Éricacées
- Ortie, Urtica dioica, Urticacées
- Pissenlit (Taraxacum sp., Asteraceae
- Prunellier, Prunus spinosa, Rosacées
- Salicorne, Salicornia herbacea, Chénopodiacées
- Salsifis des prés, Tragopogon pratensis L., Astéracées
- Sureau noir, Sambucus nigra, Caprifoliacées

### Algues alimentaires
- Agar-agar, Gelidium amansii Kutz,
- Chondrus crispé ou lichen caragheen, Chondrus crispus Rhodophycées
- Cochayuyo, Durvillaea antarctica, Phéophycées
- Dulse, Palmaria palmata, Palmariacées, Rhodophycées
- Gracilaire Gracilaria, 	Gracilariacées
- Haricot de mer, Himanthalia elongata, Phéophycées
- Kombu Saccharina japonica, Laminariacées
- Laitue de mer, Ulva lactuca L., Chlorophycées
- Laminaire sucrée, Laminaria saccharina, Phéophycées
- Spiruline (Spirulina maxima et Spirulina platensis)
- Wakamé, Undaria pinnatifida, Phéophycées
- Nori, Porphyra yezoensis, Porphyra umbilicaris, Rhodophycées